# Лолишон, Карин
Карин Лолишон (фр. Karine Lollichon; 4 июля 1966, Нант, Франция) — французская фотомодель, актриса, сценарист. Наиболее известна по роли Натали в телесериале «Элен и ребята» и его продолжениях.

## Биография
Поступила в ВУЗ на факультет социологии, но во время обучения стала подрабатывать фотомоделью и вскоре оставила учёбу, став профессиональной моделью.
Через несколько лет по рекомендации своего агента прошла прослушивания для телесериала «Элен и ребята», в котором получила роль капризной и ветреной Натали. В этом амплуа она снялась в 160 сериях «Элен и ребята», а также в его продолжениях — «Грёзы любви» (77 серий) и «Каникулы любви» (32 серии).
В дальнейшем стала сценаристом, участвовала в создании сценариев для мультфильмов (Martine (2012), Les P'tits Diables (2011), Le Petit Nicolas (2009), Lou !, Linus et Boom, Martin Matin, Yakari, «Код Лиоко» и др.) и телесериалов (Hotel Bordemer, Préjudices (2006), Plus belle la vie (2007-2010) и др.), выходивших на телеканалах TF1, France Télévisions,M6 и Canal J.

## Внешние ссылки
- Профиль на Linkedin (недоступная ссылка)
- Карин Лолишон на 1serial.tv
- Карин Лолишон на Agense Lise Arif